# Кишинівська дієцезія
Дієцезія Кишинева (лат. Dioecesis Chisinauensis) — єпархія Римо-Католицької церкви в Кишиневі. Єпархія Кишинева діє на території всієї Молдови та підпорядковується безпосередньо Святому Престолу. Кафедральним собором єпархії є собор Божого Провидіння у Кишиневі.

## Історія
28 жовтня 1993 року Святий Престол заснував Апостольську адміністраціюр Молдови, виділивши її з єпархії Ясс. 27 жовтня 2001 року Папа Римський Іван Павло II перетворив Апостольську адміністратуру Молдови в дієцезію Кишинева.

## Ординарії дієцезії
- священник Антон Коша (до 28 жовтня 1993 року) — апостольський адміністратор апостольської адміністратури Молдови;
- єпископ Антон Коша (з 27 жовтня 2001 року — по теперішній час) — ординарій дієцезії Кишинева.